# Régi zenei gimnázium
A régi zenei gimnázium épülete Rusze városában, Bulgáriában 1900–1901 között épült, és sokáig iskolaépületként funkcionált. 1977 óta üresen áll, 2007 óta felújításra váró magántulajdon.

## Története
Az épületet a ruszei protestáns közösség építtette német protestáns bentlakásos iskolaként, ahol óvoda és árvaház is működött. 320 000 aranymárkát gyűjtött össze ehhez a helyi lelkész, Theodor Wandemann. A négyemeletes épületet Udo Ribau tervezte, az építkezést két mérnök, Todor Tonev és Merbach felügyelte. Eklektikus stílusban épült, neoklaszicista és neogótikus elemek keverednek, és érezhető az észak-európai hatás is.
1905. október 5-én avatták fel az iskolát, melyet 1909-ben a Bolgár Gazdasági Minisztérium üzleti középiskolának nyilvánított. Nem csak a város német közösségéből jártak ide diákok, de egyes prominens helyi kereskedőcsaládok gyermekei is itt tanultak. 1918. szeptember 28-án, az első világháború alatt a bolgár hatóságok elkobozták a német tulajdonú épületet, mely meg is sérült a harcok során. A háború után felújították és fiúiskola működött benne, utána 1935-től Petar Beron nevét viselő felsőosztályos iskolának adott helyet, majd a Ruszei Egyetem, később pedig a helyi mezőgazdasági eszközöket gyártó vállalat iskolájaként működött. Ezt követően zenei gimnázium használta. 1973-ban műemlékké nyilvánították.  
Az 1977-es romániai földrengésben súlyos károkat szenvedett, és bér szerkezetét megerősítették,végül az épület elhagyatottá vált. 2007-ben magántulajdonba került, a befektetők kulturális központot terveztek létrehozni a felújítás után. 2017-ben megkezdődtek a felújítási munkálatok, magánmúzeum létesítéséhez az épületben.

## Galéria

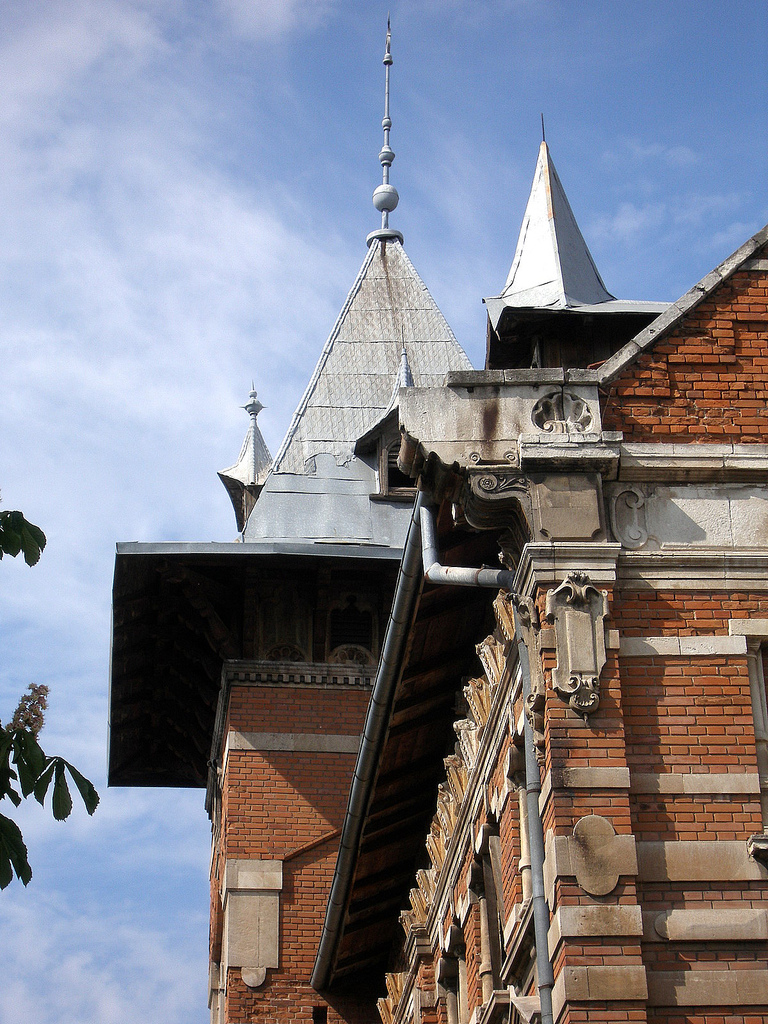
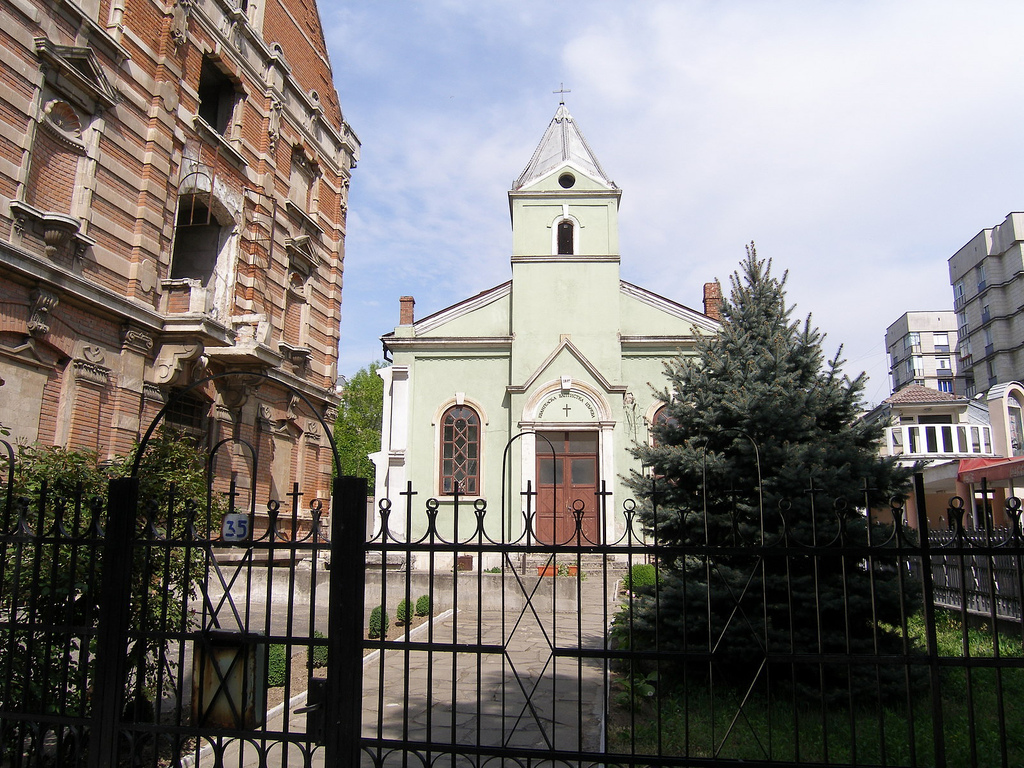
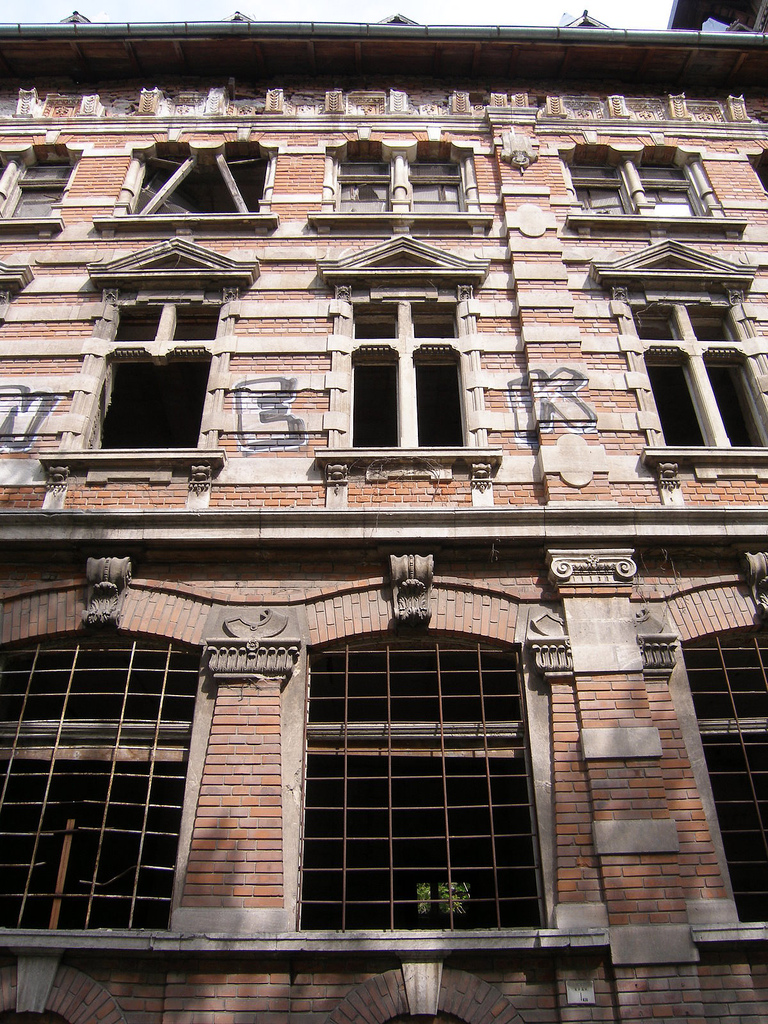

## Fordítás
- Ez a szócikk részben vagy egészben  az   Old High School of Music, Ruse című angol Wikipédia-szócikk ezen változatának fordításán alapul.  Az eredeti cikk szerkesztőit annak laptörténete sorolja fel. Ez a jelzés csupán a megfogalmazás eredetét és a szerzői jogokat jelzi, nem szolgál a cikkben szereplő információk forrásmegjelöléseként.